# 法老之蛇 (爆竹)
法老之蛇是一种爆竹，又稱蛇炮，被点燃后会产生烟，通过膨胀呈现出类似蛇的形态。这类爆竹会在地上安静燃烧并可能释放烟气，但不产生火花或耀眼的光，不会迸出物体，不发出声音。黑蛇是类似法老之蛇的爆竹，其毒性較低。
人们经常使用产生二氧化碳气体的碳酸氢钠和产生含碳灰烬的糖制作黑蛇爆竹。另有报道称使用“硝化的亚麻仁油和萘”作为配方。
传统的“法老之蛇”更加令人印象深刻。但由于使用了有毒的硫氰化汞便不再使用了。